# Frederick Nylander
Prof. Dr. Fredrik Nylander (* Uleåborg (hoy Oulu, Finlandia) 1820 - Contrexéville, Vosges, Francia, 1880) fue un médico, botánico, micólogo, pteridólogo, y explorador finés.
Recibió su educación media en el Gimnasium de Abo, y se graduó en 1836. Se matriculó en la Universidad de Helsinki ese mismo año y obtuvo una maestría en 1840. Permaneció en la universidad para especializarse en botánica y en medicina, recibiendo su diploma de candidato en medicina en 1843. Fue profesor de botánica en la Universidad de Helsinki de 1843 a 1853.
En 1844 obtiene su doctorado en botánica. Y pasó de 1843 a 1846 en el Jardín Botánico de la Universidad Estatal de San Petersburgo, durante el cual aprendió fluidamente ruso. A su regreso, estudió por varios meses el MD de la Universidad de Helsinki y fue nombrado asistente del médico municipal de Uleåborg. Y en 1865 fue médico municipal, manteniendo ese cargo hasta su deceso.
Hizo varias expediciones botánicas y publicó cinco documentos importantes sobre la flora de Finlandia y de Rusia. Fue pionero en la exploración botánica de la península de Kola, entonces casi desconocida. Con Johan Angstrom (1813-1879), exploró el este de Finlandia, la Karelia rusa en el mar Blanco, y la Laponia rusa, en el verano de 1843. Luego exploraron Rusia y la Laponia noruega
- La abreviatura «F.Nyl.» se emplea para indicar a Frederick Nylander como autoridad en la descripción y clasificación científica de los vegetales.[1]

## Fuente
- "Nylander, Fredrik." Complete Dictionary of Scientific Biography. 2008. Encyclopedia.com. (7 de marzo de 2010). http://www.encyclopedia.com/doc/1G2-2830903205.html